# 三次インターチェンジ
三次インターチェンジ（みよしインターチェンジ）は、広島県三次市西酒屋町にある中国自動車道のインターチェンジである。
西日本高速道路中国支社三次高速道路事務所が併設されている。

## 道路
- E2A 中国自動車道（22番）

## 接続する道路
- 国道375号（東広島市・大田市方面）
- 国道54号（インター付近を通る）（広島市・松江市方面）
- 国道184号（インター付近を通る）（尾道市・出雲市方面）
- 広島県道470号三次インター線

## 料金所
- ブース数：5

### 入口
- ブース数：2
  - ETC専用：1
  - 一般：1

### 出口
- ブース数：3
  - ETC専用：1
  - 一般：2(自動精算機あり)

## 三次バスストップ
料金所の出入口に挟まれた場所に高速バス専用のバス停留所が設けられている。
広島 - 三次 - 庄原 - 東城線や大阪 - 新見・三次線やきんさいライナー（三次 - 福山線）はインター内もしくは近傍のバス停に停車しない。
バス事業者は三次インター（みよしインター）という呼称を使用している。

### 停車する路線

#### 高速バス
| のりば     | 方面   | 愛称             | 運行会社             | 行先                           | 備考           |
| ---------- | ------ | ---------------- | -------------------- | ------------------------------ | -------------- |
| 料金所内側 | 上り線 | グランドアロー号 | 広島電鉄・一畑バス   | 松江駅                         | 普通便のみ停車 |
| 料金所内側 | 上り線 | みこと号         | JRバス中国・一畑バス | 出雲市駅                       | 普通便のみ停車 |
| 料金所内側 | 下り線 | グランドアロー号 | 広島電鉄・一畑バス   | 大塚駅・広島BC・広島駅新幹線口 | 普通便のみ停車 |
| 料金所内側 | 下り線 | みこと号         | JRバス中国・一畑バス | 大塚駅・広島BC・広島駅新幹線口 | 普通便のみ停車 |

#### 路線バス
| のりば     | 運行会社 | 行先                                                                   | 備考               |
| ---------- | -------- | ---------------------------------------------------------------------- | ------------------ |
| 料金所外側 | 備北交通 | 三次駅前・三次小学校前・三次もののけミュージアム・上四十貫・みよし公園 | 水曜は上四十貫止め |
| 料金所外側 | 備北交通 | 三次中央病院・奥田元宋・小由女美術館前・三次工業団地                   |                    |

### バス停へのアクセス
- 備北交通（畠敷線以外の場合）・中国バス 門田口バス停（国道375号）から徒歩約10分

## 周辺
- 三次市街
- 広島三次ワイナリー
- みよし運動公園
- 奥田元宋・小由女美術館
- 常清滝（日本の滝百選）

## その他
- 浜田道・松江道・尾道道方面へ行く場合、給油所が無いので注意が必要。インター入口付近にはその旨を書いた標識が設置されている。

## 隣
E2A 中国自動車道
(21)庄原IC/BS - 七塚原SA - 和知BS - (21-1)三次東JCT/IC - (22)三次IC/BS - 江の川PA - 高宮BS - (23)高田IC